# Paul Gubbins
Pour les articles homonymes, voir Gubbins.
Paul Gubbins (8 novembre 1949 - 6 août 2016) est un espérantiste britannique.

## Biographie
Paul Gubbins nait à Southport le 8 novembre 1949. Il étudie l’allemand en Angleterre et au Canada, et obtient un doctorat grâce à une thèse sur l’auteur allemand E. T. A. Hoffmann. Il enseigne l’allemand et le français dans des écoles britanniques. Il travaille ensuite comme journaliste de terrain et rédacteur dans une gazette régionale. En 1983, il commence à travailler comme dans une université dans le nord-ouest de l’Angleterre, en tant que maitre de conférences, avec des cours sur l’allemand. En 2004, avec le nombre décroissant d’étudiants en langue, il prend sa retraite en avance et travaille à temps partiel dans une autre université, en enseignant le journalisme. Il apprend l’espéranto en 1984 de manière autodidacte avec Teach Yourself Esperanto. Il commence à écrire en espéranto en 1986. Il écrit principalement du théâtre, des récits et des essais sur la littérature. Il commence à contribuer à la revue Monato en 1986.